# Білл Сефтон
Вільям Хілі Сефтон (21 січня 1915 — 2 травня 1982) — американський стрибун з жердиною. У 1937 році Сефтон кілька разів побив світовий рекорд у стрибках з жердиною та посів четверте місце на Олімпійських іграх 1936 року в Берліні.

## Спортивна кар'єра

### Рання кар'єра
Уже 1932 року, навчаючись у Політехнічній середній школі, Сефтон став хорошим стрибуном із жердиною. Він стрибнув із жердиною на 13 футів 5+1⁄4 дюйми (4.09 м), що стало національним рекордом школи], і посів перше місце на міжшкільному чемпіонаті Каліфорнії. У 1934 році він чотири рази стрибав із жердиною не нижче 14 футів (4,26 м), а 28 квітня в Санта-Барбарі показав результат 14 футів 1/2 дюйма (4,28 м) і посів перше місце на юніорському чемпіонаті країни з новим рекордом — 13 футів 6 дюймів (4,11 м).
Сефтон і Ерл Медоус були товаришами по команді в Університеті Південної Каліфорнії і разом відомі як «Небесні близнюки». 1935 року на чемпіонаті NCAA вони поділили перше місце, обидва стрибнули на 14 футів 1+1⁄8 дюйма (4,29 м), що стало новим рекордом, а Університет Південної Каліфорнії виграв командний титул. 1935 року вони також поділили перше місце на національному чемпіонаті, обидва стрибнули на 13 футів 10+3⁄8 дюйма (4,22 м).

### 1936 рік
Сефтон і Медоуз знову зіграли внічию на зустрічі NCAA в 1936 році, цього разу стрибнувши на 14 футів 1+3⁄4  дюйма (4,31 м) і покращивши свій рекорд зустрічі на частку дюйма.
На національному чемпіонаті Джордж Варофф переміг з новим світовим рекордом 14 футів 6+1⁄2 дюйма (4,43 м), тоді як Сефтон стрибнув 14 футів (4,26 м) і посів третє місце. Однак, олімпійські відбіркові змагання були проведені окремо наступного тижня, і там Варофф посів лише четверте місце і залишився поза командою, в той час, як Сефтон, Медоус та олімпійський чемпіон і випускник Каліфорнійського університету Білл Грабер подолали 14 футів 3 дюйми (4,34 м) і розділили перше місце. Це був перший випадок, коли один університет завоював три олімпійські місця на відбіркових змаганнях.
Сефтон майже не пройшов до олімпійського фіналу, двічі промахнувшись на висоті 3,80 м у кваліфікації, але в третій спробі все пройшло чисто. У фіналі Медоус переміг з олімпійським рекордом 4,35 м у той час, як Сефтон і два японських стрибуни, Шухей Нісіда та Суео Ое, показали результат 4,25 м і їм довелося виконувати додатковий стрибок на тай-брейку. Сефтон програв перестрибування і, таким чином, залишився поза медалями на четвертому місці.

### 1937 рік
У 1937 році Сефтон кілька разів побив світовий рекорд. Вперше він покращив його в Лос-Анджелесі 10 квітня, взявши 14 футів 7+3⁄8 в (4,45 м) побивши рекорд Вароффа попереднього року. Через місяць у Сан-Франциско він взяв 14 футів 8+1⁄2 (4,48 м) у матчі проти Стенфорда, але пізніше на тих самих змаганнях Медоус зрівнявся з ним за висотою. Нарешті, на змаганні 29 травня, знову ж таки в Лос-Анджелесі, Сефтон стрибнув на висоту 4,54 м, подолавши цю висоту з першої спроби. Мідоус, попри промахи в перших двох спробах, знову встановив новий рекорд з третьої та останньої спроби. 15 футів (4,57 м) вони не змогли спробувати того дня, оскільки стандарти були встановлені на рівні 14 футів 11 дюймів, і планка не могла бути піднята вище. Лише ці останні рекорди були офіційно ратифіковані IAAF.
Сефтон нарешті виграв чемпіонат NCAA, подолавши 4,49 м, що стало рекордом зустрічі, і переміг Вароффа та Медоуса. Лише в 1951 році Дон Лаз з Іллінойсу побив цей рекорд. Сефтон також виграв Національний чемпіонат 1937 року зі стрибком на 4,46 м, що стало ще одним рекордом; Корнеліус Вармердам, Вармердам, Медоус і Варофф подолали однакову висоту, але поступилися за результатами кваліфікації.